# Xã Brookings, Quận Brookings, South Dakota
Xã Brookings (tiếng Anh: Brookings Township) là một xã thuộc quận Brookings, tiểu bang Nam Dakota, Hoa Kỳ. Năm 2010, dân số của xã này là 431 người.